# Český rozhlas Radiožurnál
Český rozhlas Radiožurnál (v letech 1993–2013 Český rozhlas 1 – Radiožurnál) je celoplošná rozhlasová stanice Českého rozhlasu se zaměřením na aktuální zpravodajství a publicistiku. Každou půlhodinu vysílá zprávy a dopravní zpravodajství Zelenou vlnu. Vznikla v roce 1993. Od roku 2016 je šéfredaktorem stanice Ondřej Suchan.
Od roku 2020 je Radiožurnál nejposlouchanějším českým rádiem. V prvním čtvrtletí roku 2023 jej denně poslouchalo 822 tisíc posluchačů.

## Historie stanice
Stanice Radiožurnál vznikla současně se vznikem České republiky jako česká pokračovatelka československé stanice Československo, která od 31. srpna 1970 do 15. prosince 1989 nesla označení Hvězda a ještě před tím Československo I.
Od roku 1998 vysílá stanice živě na internetu.
Od 1. listopadu 2007 byla ředitelkou stanice Barbora Tachecí. 6. února 2008 byla odvolána, řízením stanice byl pověřen šéfredaktor stanice Alexander Pícha. 1. ledna 2010 Píchu ve funkci šéfredaktora vystřídal Petr Souček, který stanici řídil do 15. června 2012. Dne 15. června 2012 se šéfredaktorem stal Jan Pokorný.
V lednu 2013 Radiožurnál zmodernizoval své znělky, jejich tvůrcem byl Marián Balata. Od 5. září 2013 jsou relace Zelené vlny na Radiožurnálu vysílány 24 hodin denně.
Od září 2014 Radiožurnál vysílá souhrnný zpravodajský pořad Šedesát minut, který probíhá každý pracovní den mezi 21. až 22. hodinou.
V lednu 2015 zanikl pořad Křesťanský týdeník a Doteky víry. Pořady se transformovaly do vysílání regionálních stanic Českého rozhlasu pod názvem Mezi nebem a zemí.
V roce 2016 vznikl na stránkách Radiožurnálu archiv vysílání, kde se archivuje vysílání hodinu po hodině a lze dohledat konkrétní vysílání až 14 dní zpátky.
Od roku 2017 ve znělkách stanice nahradili Miroslava Etzlera a Mahulenu Bočanovou herci Petr Lněnička a Jitka Ježková.

## Distribuce signálu
Vysílání Radiožurnálu pokrývá celou Českou republiku. Analogové vysílání zprostředkovává přibližně 30 vysílačů na velmi krátkých vlnách. Digitální vysílání je zprostředkované terestrickým televizním standardem DVB-T2, rozhlasovým DAB+ a satelitním vysíláním přes družici Astra 3A (pozice 23,5° východně) v DVB-S2. K dispozici je i internetové vysílání a vysílání pro mobilní telefony.
Do 31. prosince 2021 byl Radiožurnál vysílán také na dlouhých vlnách z vysílače Topolná (frekvence 270 kHz), což umožňovalo poslech stanice i mimo území Česka.
| Město/Oblast      | Frekvence           |
| ----------------- | ------------------- |
| Čechy             | 12C DAB+            |
| Morava a Slezsko  | 12D DAB+            |
| Trutnov           | 88,5 MHz            |
| Plzeň             | 89,1 MHz a 99,2 MHz |
| Pardubice         | 89,7 MHz            |
| Sušice            | 90,6 MHz            |
| Jihlava           | 90,7 MHz            |
| Ústí nad Labem    | 90,9 MHz            |
| České Budějovice  | 91,1 MHz            |
| Jeseník           | 91,3 MHz            |
| Třinec            | 92,1 MHz            |
| Vsetín            | 92,1 MHz            |
| Valašské Meziříčí | 92,5 MHz            |
| Uherský Brod      | 93,0 MHz            |
| Votice            | 93,1 MHz            |
| Sokolov           | 94,3 MHz            |
| Praha             | 94,6 MHz            |
| Brno              | 95,1 MHz            |
| Liberec           | 95,9 MHz            |
| Písek             | 97,0 MHz            |
| Mariánské Lázně   | 97,6 MHz            |
| Domažlice         | 98,0 MHz            |
| Chomutov          | 98,9 MHz            |
| Zlín              | 99,5 MHz            |
| Klatovy           | 99,8 MHz            |
| Znojmo            | 101,2 MHz           |
| Ostrava           | 101,4 MHz           |
| Příbram           | 102,2 MHz           |
| Karlovy Vary      | 102,6 MHz           |
| Hodonín           | 106,2 MHz           |
| Jeseník           | 95,0 MHz            |
| Brno (město)      | 89,5 MHz            |
| České Budějovice  | 954 kHz DRM+        |
| Valašské Klobouky | 91,9 MHz            |

## Pořady
- Zelená vlna – Český rozhlas vysílá dopravní zpravodajství s tímto názvem od přelomu 60. a 70. let 20. století. Od roku 2013 Radiožurnál vysílá Zelenou vlnu každou půlhodinu 24 hodin denně. Zhusta zařazovány i mimořádné relace Zelené vlny.
- Host Lucie Výborné – (denně v čase 9:05-10:00)  – nekonfliktní rozhovor s osobnostmi
- Dvacet minut Radiožurnálu (od pondělí do pátku v 17:05) – publicistický pořad je vysílán od roku 2006 v pracovní dny a jeho moderátoři vedou konfrontační interview s hostem na aktuální téma
- Zápisník zahraničních zpravodajů – vznikl v roce 1955 a jedná se o jeden z nejstarších pořadů v Česku (resp. Československu). Formátem jde o rozhlasový magazín, jehož náplní jsou reportáže zahraničních zpravodajů a spolupracovníků Českého rozhlasu
- S mikrofonem za fotbalem a S mikrofonem za hokejem – patří k nejstarším pořadům Českého rozhlasu o sportu.
- Sportžurnál (neděle 21:05) – Týdeník shrnující dění ve sportu za uplynulý víkend. Vysílán současně na stanici Radiožurnál Sport.
- O Roma Vakeren (sobota 20:05) – magazín o Romech a pro Romy
- Stretnutie (neděle 20:05) – jediný slovensky vysílaný rozhlasový magazín o Slovácích a pro Slováky v České republice

### Rubriky proudového vysílání
- Soutěž Nočního Radiožurnálu (denně) – Telefonická soutěž o týdenní cenu. V případě změny času z letního na středoevropský vysílána soutěž dvakrát.
- Ranní interview (denně) – Telefonický rozhovor na aktuální téma.
- Seriál Radiožurnálu / Příběhy Radiožurnálu (všední dny) – Týdenní seriál reportáží na stejné téma.
- Soutěž Odpoledního Radiožurnálu (všední dny) – Telefonická soutěž o ceny podle počtu správných odpovědí. Položeny jsou 3 otázky k předchozí reportáži. Pro jejich správné zodpovězení stačí pozorný poslech.

### Zrušené pořady
- V roce 2013 Radiožurnál obnovil pořad Hovory z Lán, který byl v devadesátých letech 20. století názorovou platformou tehdejšího prezidenta Václava Havla, a který byl v prosinci 2014 opět pozastaven kvůli vulgaritám Miloše Zemana
- Křesťanský týdeník – magazín o křesťanství a víře, byl vysílán každou sobotu od 9:00 do 10:00, skončil v prosinci 2014. Magazín byl přesunut na regionální stanice Českého rozhlasu
- Šedesát minut – souhrnný zpravodajský pořad vysílal Radiožurnál od září 2014 od pondělí do pátku v čase 21:00–22:00. V roce 2015 byl pořad přesunut na Český rozhlas Plus pod názvem Den v šedesáti minutách.
- Koprodukční dokument s BBC Yusra plave o život[8]
- Večerní host Radiožurnálu – dříve nazýván Nad věcí a vysílán v čase 23:05 - 24:00. Nahrazen reprízou pořadu Host Lucie Výborné / Host Radiožurnálu.

## Moderátoři
Moderátoři stanice:[kdy?]
- Petr Král - Ranní Radiožurnál
- Lucie Výborná - Host Lucie Výborné
- Jan Pokorný - Host Radiožurnálu
- Jiří Chum - Dopolední Radiožurnál
- Hana Shánělová - Odpolední Radiožurnál
- Štěpán Pokorný - Odpolední Radiožurnál
- Vladimír Kroc - Dvacet minut Radiožurnálu
- Zuzana Burešová - Večerní Radiožurnál
- Vojtěch Bidrman - Večerní Radiožurnál
- Jiří Štefl - Noční Radiožurnál
- Adam Carda - Noční Radiožurnál
- Patricie Strouhalová - Víkendový Radiožurnál
- Michaela Van Erne - Víkendový Radiožurnál

## Kritika
Podle serveru Mediář.cz je Radiožurnál dlouhodobě předmětem dohadů a kritiky. Literární noviny zpracovaly k tomuto tématu anketu mezi známými osobnostmi a současnými i bývalými zaměstnanci Českého rozhlasu. Známé osobnosti (mezi které patřil například Michal Horáček, Vojtěch Lindaur, Miloš Rejchrt, Vladimír Vlasák či Zdeněk Vřešťál) kritizovali zejména dramaturgii písniček, například středoproudovost a slabou žánrovou pestrost. Alexandr Pícha (bývalý ředitel a šéfredaktor Radiožurnálu) se bránil tím, že Radiožurnál je většinová stanice a proto je potřeba snažit se uspokojit většinového posluchače.

### Bludný balvan
Český klub skeptiků Sisyfos udělil v roce 2003 Radiožurnálu anticenu bronzový Bludný balvan v kategorii družstev za „nápaditou propagaci astrologie, kvantové homeopatie a numerologie v prestižních relacích a nejlepších vysílacích časech, jak se na veřejnoprávní medium sluší a patří“. Ve zdůvodnění je uveden pořad O všem s vámi, kde Václav Žmolík zpovídal Josefa Hrušovského (který obdržel zlatý Bludný balvan ve stejném roce) na téma kvantové homeopatie, Ozvěny dne, kde se Pavla Kvapilová telefonicky dotazovala numeroložky Renaty Procházkové na to, jak ovlivní výsledky parlamentních voleb vylosovaná volební čísla politických stran, a pořad Noční proud, kde dostal slovo téměř na celou hodinu Antonín Baudyš mladší, který radil posluchačům za pomoci astrologie.
Klub objektivně přiznává, že se stanice snaží o popularizaci vědy, ale upozorňuje na to, že v porovnání s „veřejnoprávně chráněnými šarlatány“ mají vědci v rozhovorech mnohem méně času.